# Giuseppe De Santis

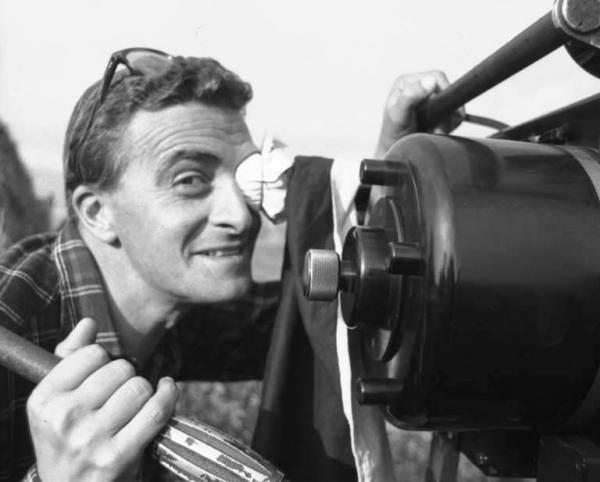
Giuseppe De Santis, 1954

Giuseppe De Santis (* 11. Februar 1917 in Fondi; † 16. Mai 1997 in Rom) war ein italienischer Filmregisseur, der dem Neorealismus zugeordnet wird. Er ist bekannt für seine sozialkritischen Filme, wie Bitterer Reis von 1949, die den Ruf nach sozialen Reformen unterstützen. De Santis war der Bruder des italienischen Kameramannes Pasqualino De Santis.

## Leben
De Santis studierte zunächst Philosophie und Literatur und besuchte dann das Centro Sperimentale di Cinematografia in Rom. Während seiner Arbeit als Journalist für Kinomagazine begann er sich für die frühen neorealistischen Filme zu interessieren. 1943 arbeitete De Santis am Script für Ossessione (Besessenheit / Von Liebe besessen) mit, dem ersten Film von Luchino Visconti. Als Vorlage diente der Kriminalroman Die Rechnung ohne den Wirt von James M. Cain.
Noch während des Zweiten Weltkriegs trat De Santis der Kommunistischen Partei Italiens bei.
Von nun an arbeitete De Santis neben seiner Tätigkeit als Journalist mehr und mehr als Drehbuchautor und Regieassistent. 1947 war er bei der Produktion des Films Caccia tragica (Tragische Jagd) zum ersten Mal auch als Regisseur tätig. Dieser und auch die beiden folgenden Filme waren ein intensiver Ruf nach besseren Lebensbedingungen für die italienische Arbeiterklasse. Sein dritter Film Bitterer Reis über eine Arbeiterin in den Reisfeldern machte aus der jungen Silvana Mangano einen Filmstar und brachte De Santis eine Oscar-Nominierung für die beste Originalgeschichte ein. Bei der Oscarverleihung 1959 war sein Film Straße der Leidenschaft in der Kategorie „Bester fremdsprachiger Film“ nominiert.
Der italienische Neorealismus endete in den frühen fünfziger Jahren, und De Santis passte sich dem veränderten Publikumsgeschmack an. Seine Filme hatten allerdings nicht mehr den kraftvollen Ausdruck und den Erfolg der frühen Jahre. Bei den Filmfestspielen von Venedig 1995 wurde De Santis mit dem Goldenen Löwen für sein Lebenswerk ausgezeichnet. Giuseppe De Santis starb 1997 in Rom an den Folgen eines Herzinfarktes.
Im Vor- bzw. Abspann seiner Filme wurde Giuseppe De Santis manchmal auch als Giuseppe De Sanctis oder Gino de Sanctis aufgeführt. 

## Filme (Auswahl)
- 1943: Besessenheit (Ossessione)
- 1945: Tage des Ruhms (Giorni di gloria)
- 1946: Die Sonne geht wieder auf (Il sole sorge ancora)
- 1947: Tragische Jagd (Caccia tragica)
- 1949: Bitterer Reis (Riso amaro)
- 1950: Vendetta (Non c'è pace fra gli ulivi)
- 1952: Es geschah Punkt 11 (Roma ore 11)
- 1953: Fluch der Schönheit (Un marito per Anna Zaccheo)
- 1954: Tage der Liebe (Giorni d’amore)
- 1956: Frauen und Wölfe (Uomini e lupi)
- 1957: Die Verlobten des Todes (I fidanzati della morte)
- 1958: Straße der Leidenschaft (Cesta dugna godinu dana)
- 1964: Italiani brava gente
- 1972: Un apprezzato professionista di sicuro avvenire
- 1995: Oggi è un altro giorno